# 内藤義英
内藤 義英（ないとう よしひで）は、江戸時代前期から中期にかけての俳人。陸奥国磐城平藩世嗣。俳号は露沾。6代藩主（後に日向延岡藩初代藩主）内藤政樹の実父。

## 生涯
明暦元年（1655年）、磐城平藩3代藩主・内藤義概の次男として誕生。母は松平忠国の娘。長兄・義邦が早世したため、本来なら世子に指名されるはずだった。しかし父の寵臣である松賀族之助（木下重堅の孫）の讒言に加え、父・義概は50歳近くになって生まれた弟・義孝を溺愛していたことにより、病弱を口実として父に廃嫡され、一時幽閉された。このため、貞享2年（1685年）に義概が死去すると、義孝が家督を継ぐこととなった。
義英は藩政には口出しせず、江戸麻布の屋敷で隠居生活を送った。元々父の義概も風虎という俳号を持つ俳諧大名であり、義英もその影響を受けたものと思われるが、義英は露沾（ろせん）という俳号を名乗って松尾芭蕉や宝井其角らと交遊し、元禄4年（1691年）に刊行された芭蕉七部集の一つである「猿蓑」の春の巻の冒頭では、義英の句が採用されている。
享保3年（1718年）、5代藩主・内藤義稠が死去すると、6代藩主の座を義英の長男の豊松（政樹）が継ぐこととなり、義英は幼少の政樹の後見人として藩政を代行した。そして父の代から藩で続いていた政治的混乱（小姓騒動）の鎮静化に努め、政樹が成長すると実権を譲って藩政から引退し、再び俳句活動に専念する。また、義英の影響で家中より福田露言・水間沾徳など俳人としても知られる家臣を輩出した。
著作として、露沾公句集という句集がある。享保18年（1733年）に死去した。享年79。

## 系譜
- 父：内藤義概（1619-1685）
- 母：松平忠国娘
- 室：不詳
  - 長男：内藤政樹（1703-1766） - 内藤義稠の養子
  - 女子：菊姫 - 松平頼永正室
  - 女子：松平信岑継室